# Xian autonome li de Baisha
Pour les articles homonymes, voir Baisha.
Le xian autonome li de Baisha (白沙黎族自治县 ; pinyin : Báishā lízú Zìzhìxiàn) est un district administratif de la province chinoise insulaire de Hainan. Il est administré directement par la province.

## Démographie
La population du district était de 176 377 habitants en 1999.